# Jonathan Pollak
Pour les articles homonymes, voir Pollak.
Jonathan Pollak (1982-) est un anarchiste israélien et designer graphique qui a grandi à Tel Aviv et qui vit actuellement à Jaffa. Pollak a fait partie des fondateurs du groupe israélien Anarchistes contre le mur qui est l'un des groupes les plus actifs et militants de l’extrême gauche israélienne.

## Biographie
Dès septembre 2002 dans le village de Jayyous émergent des actions pour arrêter la construction de la barrière de séparation israélienne sur leurs terres. Pollak est l'un des premiers israéliens à rejoindre les Palestiniens dans l'Intifada Al-Aqsa.
Pollak a participé à plus de 300 manifestations durant les dernières années et apparaît relativement souvent dans les médias israéliens. Il est considéré par de nombreuses personnes comme l'un des dirigeants israéliens de la lutte contre le mur, ce que, comme anarchiste, il rejette.
La nature militante de l'action des anarchistes et leurs positions politiques radicales sont très controversées en Israël. 
Pollak a été blessé de nombreuses fois, ce qui comprend une blessure à la tête le 3 avril 2005. Un soldat israélien a touché Yonathan à la tête avec une canette de gaz lacrymogènes tirée depuis un M-16, à une distance d'approximativement 30 m, lors d'une manifestation contre la barrière de séparation israélienne, dans le village de Bil'in, en Cisjordanie. Cela a eu pour conséquence deux hémorragies cérébrales internes et 23 points de suture. Yonathan a été arrêté des douzaine de fois et a été accusé avec 10 autres militants de bloquer une rue en face du Ministère israélien de la défense à Tel-Aviv, le jour où la Cour internationale de justice de La Haye a commencé à discuter de la légalité du Mur. Il a été de même acquitté d'une accusation d'émeute, avec un autre militant d'Anarchistes contre le mur, Kobi Snitz. Ils ont tous deux été arrêtés lors d'une manifestation contre le Mur dans le village de Budrus
Pollak est le fils du célèbre acteur israélien Yossi Pollak, le frère de l'acteur de télévision Avshalom Pollak et du réalisateur Shai Carmely Pollak. Shai a récemment gagné la Wolgin Award au festival du film de Jérusalem pour son film Bil'in Habibti. Le film décrit l'histoire de la lutte contre le Mur dans le village de Bil'in et dépeint brièvement Yonathan.
En 2005 Yonathan a parcouru les États-Unis avec Eyad Morrar, un responsable palestinien du village cisjordanien de Budrus, un projet financé par ISM.
Suivant les translittérations de l'hébreu, son nom peut aussi être écrit Polak, Pollack, Polack, Jonathan, ou Yonatan.
En janvier 2011, il purge une peine de trois mois à la prison Hermon au nord d'Israël pour « rassemblement illégal ».

## Sources
- Asafa Peled, En dehors de la Barrière, Yediot Aharonot, 14 avril 2006.
- ISM, 3 mois de prison avec sursis pour le militant anarchiste israélien Jonathan Pollak, 20 février 2007.